# Liste der Kulturdenkmale in Kiel-Südfriedhof
In der Liste der Kulturdenkmale in Kiel-Südfriedhof sind alle Kulturdenkmale des Stadtteils Südfriedhof der schleswig-holsteinischen Landeshauptstadt Kiel aufgelistet (Stand: 10. März 2025).
Die Bodendenkmale sind in der Liste der Bodendenkmale in Kiel aufgeführt.

## Legende
In den Spalten befinden sich folgende Informationen:
- Objekt-ID: die Nummer des Kulturdenkmales
- Lage: die Adresse des Kulturdenkmales und die geographischen Koordinaten. Kartenansicht, um Koordinaten zu setzen. In der Kartenansicht sind Kulturdenkmale ohne Koordinaten mit einem roten Marker dargestellt und können in der Karte gesetzt werden. Kulturdenkmale ohne Bild sind mit einem blauen Marker gekennzeichnet, Kulturdenkmale mit Bild mit einem grünen Marker.
- Offizielle Bezeichnung: Bezeichnung des Kulturdenkmales
- Beschreibung: die Beschreibung des Kulturdenkmales
- Bild: ein Bild des Kulturdenkmales

## Sachgesamtheiten
| Objekt-ID      | Lage                                                                     | Offizielle Bezeichnung   | Beschreibung | Bild                             |
| -------------- | ------------------------------------------------------------------------ | ------------------------ | --- | -------------------------------- |
| 40600 Wikidata | Saarbrückenstraße 1 (54° 18′ 46″ N, 10° 6′ 58″ O)                        | Südfriedhof              | Der Südfriedhof in Kiel wurde 1869 eröffnet und gilt als die erste vollständig als Parkfriedhof durchgestalte Anlage in Deutschland. Er liegt etwa zwei Kilometer südwestlich der Altstadt zwischen dem Winterbeker Weg und der Saarbrückenstraße. Nach dem Friedhof ist auch der ihn umgebende Stadtteil Südfriedhof benannt. Alteintragung (Aktualisierung vorgesehen) - Begründung: geschichtlich, wissenschaftlich, künstlerisch, städtebaulich - Schutzumfang: Kapelle, Südfriedhof, Eingangstor, Friedhofsmauer, Gedenkstein Werftarbeiter, Grabmal Johann Meyer (Feld G 351), Grabmal Otto Clausen (Feld P, Grab 563) | weitere Fotos \| Fotos hochladen |
| 52471          | Königsweg 78c, Königsweg, Königsweg, u. a. (54° 18′ 44″ N, 10° 7′ 18″ O) | Gaststätte „Felsenhalle“ | Gaststätte „Felsenhalle“ ab 1846; Ensemble einer ehem. Brauerei mit zugehöriger Schankwirtschaft bestehend aus Gaststätte mit oktogonalem, gelben Backsteinturm, einer auf die Gaststätte zuführenden Lindenallee und unterirdischen, dreiteiligen Gewölbekellern, die zwischen 1846 und 1895 erbaut wurden - Begründung: geschichtlich, wissenschaftlich, städtebaulich, technisch - Schutzumfang: ehem. Gaststätte „Felsenhalle“ mit Lindenreihe (Königsweg 78c), Brauereikeller (Königsweg 78c, Max-Planck-Straße 16-24), Lindenallee (Königsweg)                                                                         | weitere Fotos \| Fotos hochladen |
| 12260          | Sophienblatt 48 a (54° 18′ 52″ N, 10° 7′ 46″ O)                          | ehem. Postfuhrhalterei   | ehem. Postfuhrhalterei; 1904, A. Klein; viergeschossiges Wohnhaus aus Backstein mit Schweifgiebel, äußere Achsen durch Erker betont, reiches Sandsteinportal in der rechten Achse Tordurchfahrt; dreigeschossiges langgestrecktes Hofgebäude mit ehem. Stall und Wagenhallen mit Putz- und Backsteinziergliederungen - Begründung: geschichtlich, künstlerisch, städtebaulich - Schutzumfang: Wohnhaus, Hofgebäude | weitere Fotos \| Fotos hochladen |

## Bauliche Anlagen und Gründenkmale
| Objekt-ID      | Lage | Offizielle Bezeichnung                                       | Beschreibung | Bild |
| -------------- | --- | ------------------------------------------------------------ | --- | --- |
| 8467           | Alte Lübecker Chaussee 2 (54° 18′ 29″ N, 10° 7′ 31″ O) | Mietwohnungshaus                                             | Alteintragung (Aktualisierung vorgesehen) - Begründung: künstlerisch, städtebaulich - Schutzumfang: gesamtes Objekt - Denkmaltyp: Bauliche Anlage | Fotos hochladen |
| 48403          | Calvinstraße 10 (54° 18′ 56″ N, 10° 6′ 45″ O) | Mietwohnungshaus                                             | Mietwohnungshaus; 1907, H. Wacker; viergeschossiger Bau mit gelb verklinkerter Fassade unter Satteldach, rechte Gebäudehälfte mit mehrgeschossigem Erker und Dreiecksgiebel betont - Begründung: geschichtlich, städtebaulich - Schutzumfang: gesamtes Objekt - Denkmaltyp: Bauliche Anlage | BW |
| 48503 Wikidata | Deliusstraße 22–24 (54° 19′ 7″ N, 10° 7′ 15″ O) | Amtsgericht                                                  | Amtsgericht Kiel; 1915–16 u. 1979-1984; Weidling/Kettner/Werner; komplexe Anlage verschachtelter Baukörper in backsteinverkleideter Stahlbetonbauweise unter Flachdächern, zweigeschossige teilrekonstruierte ehem. Gießereihalle, darüber mehrgeschossiger Bürotrakt, quergelagerter vorspringender zweigeschossiger Trakt mit Sitzungssälen; Außenanlagen - Begründung: geschichtlich, künstlerisch, städtebaulich - Schutzumfang: Amtsgericht, Außenanlagen - Denkmaltyp: Bauliche Anlage | weitere Fotos \| Fotos hochladen |
| 6324 Wikidata  | Sophienblatt 25–27 (54° 18′ 55″ N, 10° 7′ 56″ O) | Hauptbahnhof                                                 | Der erste Kieler Bahnhof wurde 1843 bis 1846 am Ziegelteich, rund 500 Meter nördlich des jetzigen Standortes, errichtet. Dieser Bahnhof war dem wachsenden Verkehr, besonders dem eines Reichskriegshafens, zu dem Kiel 1871 erklärt worden war, nicht mehr angemessen. Der Bau begann 1895. Im Jahre 1944 wurden der Hauptbahnhof bei einem Bombenangriff durch die Alliierten schwer beschädigt. Ab 1950 wurde der Bahnhof in vereinfachter Form wiederaufgebaut. Alteintragung (Aktualisierung vorgesehen) - Begründung: Alteintragung (Aktualisierung vorgesehen) - Schutzumfang: Alteintragung (Aktualisierung vorgesehen) - Denkmaltyp: Bauliche Anlage | weitere Fotos \| Fotos hochladen |
| 3160           | Boninstraße 63–65 (54° 19′ 19″ N, 10° 7′ 14″ O) | ehem. Volksküche II                                          | Alteintragung (Aktualisierung vorgesehen) - Begründung: Alteintragung (Aktualisierung vorgesehen) - Schutzumfang: Alteintragung (Aktualisierung vorgesehen) - Denkmaltyp: Bauliche Anlage | Fotos hochladen |
| 3186 Wikidata  | Faeschstraße 6–12 (54° 19′ 1″ N, 10° 7′ 7″ O) | Justizvollzugsanstalt                                        | Alteintragung (Aktualisierung vorgesehen) - Begründung: Alteintragung (Aktualisierung vorgesehen) - Schutzumfang: Alteintragung (Aktualisierung vorgesehen) - Denkmaltyp: Bauliche Anlage | weitere Fotos \| Fotos hochladen |
| 3196           | Gellertstraße 19–23 (54° 19′ 11″ N, 10° 6′ 54″ O) | Wohnblock                                                    | Wohnblock; 1925, Heinrich Hansen; zweigeschossiger hellgeschlemmter Kalksandsteinbau, traufständig unter gaubenbesetztem Satteldach, gereihte stehende Fenster, kunstvolle Portalrahmungen der Kieler Kunstkeramik; 2 Kastanien - Begründung: geschichtlich, künstlerisch, städtebaulich - Schutzumfang: gesamtes Äußeres, zwei Kastanienbäume - Denkmaltyp: Bauliche Anlage, Mehrheit von baulichen Anlagen: Wohnbebauung Gellertstraße/Zastrowstraße/Paul-Fleming-Straße | BW |
| 23990          | Gellertstraße 19-23, Gellertstraße, Zastrowstraße, Paul-Fleming-Straße, Paul Fleming-Straße 6-14, 16, Zastrowstraße 41-45, 47, 49 (54° 19′ 11″ N, 10° 6′ 56″ O) | Wohnbebauung Gellertstraße/Zastrowstraße/Paul-Fleming-Straße | Wohnbebauung Gellertstraße/Zastrowstraße/Paul-von-Flemming Straße; 1922–23, Heinrich Hansen u. Heinrich Stav; 5 zweigeschossige hellgeschlemmte Kalksandsteinbauten in u förmiger Anlage, traufständig unter gaubenbesetzten Satteldächern, teilweise übergiebelte Treppenhausrisalite, teilweise Portale der Kieler Kunstkeramik; niedrige Vorgartenmauern, zwei Kastanien - Begründung: geschichtlich, künstlerisch, städtebaulich - Schutzumfang: Wohnblock mit zwei Kastanienbäumen (Gellertstraße 19-23), Wohnblock (Paul-Fleming-Straße 6-14), Wohnblock (Zastrowstraße 41-45), Mehrfamilienhaus (Paul-Fleming-Straße 16), Wohnhaus (Zastrowstraße 47), Mehrfamilienhaus (Zastrowstraße 49), Einfriedungsmauern (Gellertstraße, Paul-Fleming-Straße, Zastrowstraße) | [[Vorlage:Bilderwunsch/code!/O:Wohnbebauung Gellertstraße/Zastrowstraße/Paul-Fleming-Straße!/C:54.319796,10.115503!/D:Gellertstraße 19-23, Gellertstraße, Zastrowstraße, Paul-Fleming-Straße, Paul Fleming-Straße 6-14, 16, Zastrowstraße 41-45, 47, 49, Wohnbebauung Gellertstraße/Zastrowstraße/Paul-Fleming-Straße!/\|BW]] |
| 11569          | Gildeweg 1 (54° 19′ 0″ N, 10° 6′ 32″ O) | Landschaftspark Große Grüne Schützengilde                    | Parkanlage; 1897 für die Große Grüne Schützengilde angelegt; etwa 4 ha großer, im spätlandschaftlichen Stil angelegter Park mit beeindruckendem Altbaumbestand, geschwungenem Wegesystem und zweiteiligem Teich, der an seiner schmalsten Stelle von einer Brücke überspannt wird, nördlich davon eine oval angelegte Lindenallee sowie eine Doppeleiche, ältester Privatpark der Landeshauptstadt - Begründung: geschichtlich, künstlerisch, städtebaulich - Schutzumfang: Landschaftspark Große Grüne Schützengilde, Doppeleiche, Lindenallee, Brücke, Teich - Denkmaltyp: Gründenkmal | BW |
| 3198           | Hamburger Chaussee (54° 18′ 30″ N, 10° 7′ 32″ O) | Obelisk von 1830                                             | Dieser Obelisk markiert den Anfang der Altona-Kieler Chaussee. Alteintragung (Aktualisierung vorgesehen) - Begründung: geschichtlich, künstlerisch - Schutzumfang: Alteintragung (Aktualisierung vorgesehen) - Denkmaltyp: Bauliche Anlage | weitere Fotos \| Fotos hochladen |
| 8778           | Harmsstraße 13 (54° 18′ 49″ N, 10° 7′ 39″ O) | Wohnhaus                                                     | Alteintragung (Aktualisierung vorgesehen) - Begründung: Alteintragung (Aktualisierung vorgesehen) - Schutzumfang: Alteintragung (Aktualisierung vorgesehen) - Denkmaltyp: Bauliche Anlage | Fotos hochladen |
| 11583          | Harmsstraße 84 (54° 19′ 3″ N, 10° 7′ 12″ O) | Mietwohnungshaus                                             | Mietwohnungshaus; 1902/03, Baugeschäft L. Arp&Sohn; viergeschossiger Putzbau unter Satteldach, Fassade von zwischen seitlichen Polygonalerkern gespannten Balkonen bestimmt - Begründung: geschichtlich, städtebaulich - Schutzumfang: gesamtes Objekt - Denkmaltyp: Bauliche Anlage | BW |
| 3201 Wikidata  | Harmsstraße 104–122 (54° 19′ 12″ N, 10° 7′ 3″ O) | Kieler Stadtkloster                                          | Alteintragung (Aktualisierung vorgesehen) - Begründung: Alteintragung (Aktualisierung vorgesehen) - Schutzumfang: Alteintragung (Aktualisierung vorgesehen) - Denkmaltyp: Bauliche Anlage | weitere Fotos \| Fotos hochladen |
| 12282          | Harmsstraße 104–122 (54° 19′ 12″ N, 10° 7′ 5″ O) | Kieler Stadtkloster: Gartenanlage                            | Alteintragung (Aktualisierung vorgesehen) - Begründung: geschichtlich, städtebaulich - Schutzumfang: gesamtes Objekt - Denkmaltyp: Gründenkmal | Fotos hochladen |
| 7274 Wikidata  | Harmsstraße 123 (54° 19′ 13″ N, 10° 6′ 59″ O) | Vicelinkirche                                                | Alteintragung (Aktualisierung vorgesehen) - Begründung: geschichtlich, künstlerisch, städtebaulich - Schutzumfang: Alteintragung (Aktualisierung vorgesehen) - Denkmaltyp: Bauliche Anlage | weitere Fotos \| Fotos hochladen |
| 11586          | Harmsstraße 129–131 (54° 19′ 16″ N, 10° 6′ 59″ O) | Doppelhaus                                                   | Doppelhaus; 1936, Fritz Kröger für die Gemeinnützige Kleinwohnungs-Baugesellschaft; viergeschossiger Backsteinbau unter Satteldach, Treppenhausachsen durch übergiebelte Kastenerker betont - Begründung: geschichtlich, städtebaulich - Schutzumfang: gesamtes Äußeres - Denkmaltyp: Bauliche Anlage | BW |
| 11760          | Kirchhofallee 66 (54° 18′ 58″ N, 10° 7′ 11″ O) | ehem. Fabrikantenvilla (Gemeindehaus)                        | ehem. Fabrikantenvilla; um 1895; zweigeschossiger trauf- und giebelständiger gotisierender Backsteinbau; übergiebelter Risalit mit Standerker, seitlicher Treppenhaustrakt turmartig überhöht - Begründung: geschichtlich, städtebaulich - Schutzumfang: gesamtes Objekt - Denkmaltyp: Bauliche Anlage | BW |
| 23957          | Kirchhofallee 83 (54° 18′ 54″ N, 10° 7′ 7″ O) | Wohn- und Geschäftshaus                                      | Wohn- und Geschäftshaus; um 1900; viergeschossiger Eckbau unter ausgebautem Satteldach, EG verputzt, Obergeschosse in Putz- und Klinkeroptik, Gebäudeecke durch überhöhten, turmartigen Erker ausgezeichnet - Begründung: geschichtlich, städtebaulich - Schutzumfang: gesamtes Objekt - Denkmaltyp: Bauliche Anlage, Mehrheit von baulichen Anlagen: Wohn- und Geschäftshäuser Kirchhofallee 83-85/Jeßstraße 25 | BW |
| 3228 Wikidata  | Königsweg 78 c (54° 18′ 44″ N, 10° 7′ 18″ O) | ehem. Gaststätte „Felsenhalle“                               | ehem. Gaststätte Felsenhalle; ab 1846; oktogonaler Turm aus gelbem Backstein mit Aussichtsplattform und Spitzbogenfenstern flankiert von zwei holzverschalten Anbauten unter flachen Satteldächern, die sich trauf- und giebelständig an den Turm anschließen; westlich des Hauses Lindenreihe - Begründung: geschichtlich, städtebaulich - Schutzumfang: ehem. Gaststätte „Felsenhalle“, Lindenreihe - Denkmaltyp: Bauliche Anlage, Sachgesamtheit: Gaststätte „Felsenhalle“ | weitere Fotos \| Fotos hochladen |
| 52059          | Königsweg, Max-Planck-Straße (54° 18′ 43″ N, 10° 7′ 15″ O) | Brauereikeller                                               | Brauereikeller; 1846-1895; in drei Bauabschnitten errichtete Kelleranlage aus drei Hauptbaukörpern, gewölbte Backsteinsäle und -hallen mit Eiskellern zur Bierherstellung und -lagerung - Begründung: geschichtlich, wissenschaftlich, technisch - Schutzumfang: gesamtes Objekt - Denkmaltyp: Bauliche Anlage, Sachgesamtheit: Gaststätte „Felsenhalle“ | BW |
| 22059          | Königsweg (54° 18′ 43″ N, 10° 7′ 22″ O) | Lindenallee                                                  | Lindenallee; wohl um 1846; zweireihige Allee aus Linden mit Kandelaberschnitt entlang einer ansteigenden Stichstraße - Begründung: geschichtlich, städtebaulich - Schutzumfang: gesamtes Objekt - Denkmaltyp: Gründenkmal, Sachgesamtheit: Gaststätte „Felsenhalle“ | Fotos hochladen |
| 11799          | Lutherstraße 5 (54° 18′ 54″ N, 10° 7′ 3″ O) | Mietwohnungshaus                                             | Mietwohnungshaus; 1904-05, Maurermeister H. Rüter; fünfgeschossiger Backsteinbau unter Kieler Dach, reiche Gliederung mit teils figürlichen Jugendstilreliefs, reich ausgestattetes Treppenhaus - Begründung: geschichtlich, künstlerisch, städtebaulich - Schutzumfang: Mietwohnungshaus - Denkmaltyp: Bauliche Anlage, Mehrheit von baulichen Anlagen: Mietwohnungshäuser Lutherstraße 5-9 | BW |
| 11797          | Lutherstraße 29 (54° 18′ 58″ N, 10° 6′ 51″ O) | Wohn- und Geschäftshaus                                      | Wohn- und Geschäftshaus; 1907/08, Baugeschäft Peter Rehbehn/Architekt P. Hansen; viergeschossiger Putz- und Backsteinbau unter Kieler Dach, reich gegliederte Fassade mit Putzzier, Erkern und Fachwerkgiebeln - Begründung: geschichtlich, städtebaulich - Schutzumfang: gesamtes Objekt - Denkmaltyp: Bauliche Anlage | BW |
| 11919          | Marthastraße 1 (54° 18′ 38″ N, 10° 7′ 39″ O) | Mietwohnungshaus                                             | Wohnhaus; 1904-06, Maurermeister Johannes Ströh; fünfgeschossiger Backsteinbau mit aufwändiger Gliederung, dreiachsiger übergiebelter Mittelrisalit mit neugotischem Portal; Treppenhaus und großzügige Wohnungszuschnitte sowie wandfeste Ausstattung aus der Bauzeit - Begründung: geschichtlich, künstlerisch, städtebaulich - Schutzumfang: gesamtes Objekt - Denkmaltyp: Bauliche Anlage | Fotos hochladen |
| 3193           | Michelsenstraße 22 (54° 18′ 47″ N, 10° 7′ 25″ O) | Jüdischer Friedhof                                           | Jüdischer Friedhof Kiel; 1852 angelegt; rund 2500 m² großer Friedhof mit zentraler Lindenallee, Leichenhalle (Tahara-Haus, errichtet 1890), etwa 200 Grabmälern des 19. und 20. Jhs. sowie umlaufender verputzter Einfriedung - Begründung: geschichtlich, wissenschaftlich, künstlerisch, städtebaulich - Schutzumfang: Jüdischer Friedhof, Taharahaus (Leichenhalle), Einfriedung, Lindenallee - Denkmaltyp: Gründenkmal | BW |
| 7273           | Paul-Fleming-Straße 2–4 (54° 19′ 12″ N, 10° 6′ 59″ O) | Pfarr- und Gemeindehaus                                      | Alteintragung (Aktualisierung vorgesehen) - Begründung: geschichtlich, städtebaulich - Schutzumfang: Alteintragung (Aktualisierung vorgesehen) - Denkmaltyp: Bauliche Anlage | Fotos hochladen |
| 9369           | Saarbrückenstraße 1 (54° 18′ 52″ N, 10° 7′ 4″ O) | Kapelle                                                      | Alteintragung (Aktualisierung vorgesehen) - Begründung: geschichtlich, wissenschaftlich, künstlerisch, städtebaulich - Schutzumfang: Alteintragung (Aktualisierung vorgesehen) - Denkmaltyp: Bauliche Anlage, Sachgesamtheit: Südfriedhof | Fotos hochladen |
| 9333           | Saarbrückenstraße 1 (54° 18′ 45″ N, 10° 6′ 57″ O) | Südfriedhof                                                  | Alteintragung (Aktualisierung vorgesehen) - Begründung: geschichtlich, wissenschaftlich, künstlerisch, städtebaulich - Schutzumfang: Südfriedhof, Eingangstor, Friedhofsmauer, Gedenkstein Werftarbeiter, Grabmal Johann Meyer (Feld G 351), Grabmal Otto Clausen (Feld P, Grab 563) - Denkmaltyp: Gründenkmal, Sachgesamtheit: Südfriedhof | Fotos hochladen |
| 3261 Wikidata  | Schützenwall 31–35 (54° 19′ 4″ N, 10° 7′ 4″ O) | Landgericht                                                  | Von 1922 bis 1926 wurde der Backsteinbau errichtet. Der Eingangsbereich am Schützenwall wurde mit Halbsäulen, rundbogigen Portalen und Balkonen repräsentativ gestaltet. Um Verbindungen nach außen und Fluchtversuche unmöglich zu machen, führen abgeschlossene Gänge vom Gefängnis direkt zu den einzelnen Gerichtssälen. Alteintragung (Aktualisierung vorgesehen) - Begründung: geschichtlich, künstlerisch, städtebaulich - Schutzumfang: gesamtes Objekt - Denkmaltyp: Bauliche Anlage | weitere Fotos \| Fotos hochladen |
| 51             | Schwedendamm 6 (54° 18′ 22″ N, 10° 8′ 5″ O) | ehem. Lagerhaus                                              | ehem. Lagerhaus; 1905, Carl Voss; viergeschossiger Backsteinbau mit Flachdach als Metallrohwarenspeicher für den Kieler Unternehmer J. F. Haß errichtet, aufwändige Fassadengliederung durch rund- und korbbogige Öffnungen sowie Putzflächen, im Innern bauzeitliche Stahl- und Betonkonstruktion - Begründung: geschichtlich, technisch - Schutzumfang: gesamtes Objekt - Denkmaltyp: Bauliche Anlage | Fotos hochladen |
| 3262 Wikidata  | Schwedendamm 8 (54° 18′ 23″ N, 10° 8′ 9″ O) | ehem. Margarinefabrik Seibel                                 | Alteintragung (Aktualisierung vorgesehen) - Begründung: künstlerisch, städtebaulich, technisch - Schutzumfang: gesamtes Objekt - Denkmaltyp: Bauliche Anlage | weitere Fotos \| Fotos hochladen |
| 12100          | Ringstraße 43 (54° 18′ 59″ N, 10° 7′ 32″ O) | Mietwohnungshaus                                             | Mietwohnungshaus; 1885, Zimmermeister Heinrich Bielenberg; dreigeschossiger traufständiger Putzbau unter Satteldach, reicher Fassadendekor in Renaissanceformen - Begründung: geschichtlich, städtebaulich - Schutzumfang: gesamtes Objekt - Denkmaltyp: Bauliche Anlage | BW |
| 12099          | Ringstraße 49 (54° 19′ 0″ N, 10° 7′ 30″ O) | Wohn- und Bürohaus                                           | Wohn- und Bürohaus; 1883, Hans Rowedder; zweigeschossiger traufständiger Bau aus gelbem Backstein, Gebäudeecke risalitartig leicht vorspringend und turmartig um ein Geschoss erhöht - Begründung: geschichtlich, städtebaulich - Schutzumfang: gesamtes Objekt - Denkmaltyp: Bauliche Anlage | BW |
| 12096          | Ringstraße 57–57a (54° 19′ 1″ N, 10° 7′ 28″ O) | Mietwohnungshaus                                             | Mietwohnungshaus; 1910/11, Hans Rowedder; fünfgeschossiges traufständiges Backsteindoppelhaus unter Satteldach, Fassade durch symmetrische Fensterreihen und Natursteinreliefs strukturiert - Begründung: geschichtlich, künstlerisch - Schutzumfang: gesamtes Objekt - Denkmaltyp: Bauliche Anlage | BW |
| 12095          | Ringstraße 63 (54° 19′ 3″ N, 10° 7′ 25″ O) | Wohn- und Geschäftshaus                                      | Wohn- und Geschäftshaus; 1903/04, Zimmermeister H. Larsen; viergeschossiges Eckhaus unter Kieler Dach, Putzfassade durch Eckturm und mit Renaissanceziergiebeln bekrönten Kastenerkern gegliedert - Begründung: geschichtlich, künstlerisch, städtebaulich - Schutzumfang: gesamtes Objekt - Denkmaltyp: Bauliche Anlage | BW |
| 12064          | Saarbrückenstraße 14 (54° 18′ 52″ N, 10° 7′ 0″ O) | Wohnhaus                                                     | Wohnhaus; 1901, Zimmermeister F. Paap; eingeschossiger Putzbau unter ausgebautem Satteldach mit barockisierendem Fassadendekor; zweigeschossige Remise; Eiseneinfriedung; Hofpflaster - Begründung: geschichtlich, städtebaulich - Schutzumfang: Wohnhaus, Remise, Einfriedung, Hofpflaster - Denkmaltyp: Bauliche Anlage | BW |
| 12063          | Saarbrückenstraße 16 (54° 18′ 52″ N, 10° 6′ 59″ O) | Mietwohnungshaus                                             | Mietwohnungshaus; 1903-04, Baugeschäft L. Arp & Sohn; viergeschossiger Backsteinbau unter Kieler Dach; Fassade durch breiten Mittelrisalit mit Giebel in Renaissanceformen bestimmt, geometrische Putzornamentik - Begründung: geschichtlich, städtebaulich - Schutzumfang: gesamtes Objekt - Denkmaltyp: Bauliche Anlage, Mehrheit von baulichen Anlagen: Mietwohnungshäuser Saarbrückenstraße 16-20 | BW |
| 3256           | Saarbrückenstraße 18 (54° 18′ 51″ N, 10° 6′ 58″ O) | Mietwohnungshaus                                             | Mietwohnungshaus; 1906/07, Baugeschäft W. Hansen; viergeschossiger Putzbau unter Kieler Dach; Fassade durch breiten Risalit mit Loggien und Ädikula-Portal bestimmt, reiche romanisierende Putzornamentik - Begründung: geschichtlich, künstlerisch, städtebaulich - Schutzumfang: gesamtes Objekt - Denkmaltyp: Bauliche Anlage, Mehrheit von baulichen Anlagen: Mietwohnungshäuser Saarbrückenstraße 16-20 | BW |
| 12061          | Saarbrückenstraße 38 (54° 18′ 48″ N, 10° 6′ 48″ O) | Wohnhaus                                                     | Wohnhaus; 1898, Maurermeister Richard Stelting; dreigeschossiger traufständiger Putzbau unter Satteldach mit Renaissancezierelementen, mittig große Hermesstatue auf Konsole im ersten Obergeschoss - Begründung: geschichtlich, künstlerisch - Schutzumfang: gesamtes Objekt - Denkmaltyp: Bauliche Anlage | BW |
| 51695          | Saarbrückenstraße 46 (54° 18′ 49″ N, 10° 6′ 41″ O) | Heilandskirche                                               | Heilandskirche; 1967–68, Architekten Barbara und Wolfgang Vogt; sechseckiger Bau mit roter Klinkerverblendung, beigestellter sechseckiger Turm, Eingangstrakt, Buntverglasung Dagmar Schulze Roß u. Alfred Roß - Begründung: geschichtlich, künstlerisch, städtebaulich - Schutzumfang: gesamtes Objekt - Denkmaltyp: Bauliche Anlage | BW |
| 12352          | Schützenwall 53 (54° 19′ 1″ N, 10° 6′ 54″ O) | Mietwohnungshaus                                             | Mietwohnungshaus; 1911/12, Baugeschäft Gust. Stührwoldt; viergeschossiger Putzbau unter hohem Dachaufbau, breiter Mittelrisalit mit Ädikulaportal und Loggien, romanisierende Putzornamentik - Begründung: geschichtlich, städtebaulich - Schutzumfang: gesamtes Objekt - Denkmaltyp: Bauliche Anlage | BW |
| 50123          | Sophienblatt 48 a (54° 18′ 51″ N, 10° 7′ 47″ O) | Wohnhaus                                                     | Wohnhaus; 1904, A. Klein; viergeschossiges Wohnhaus aus Backstein mit Schweifgiebel, äußere Achsen durch Erker betont, reiches Sandsteinportal in der rechten Achse Tordurchfahrt - Begründung: geschichtlich, künstlerisch, städtebaulich - Schutzumfang: gesamtes Objekt - Denkmaltyp: Bauliche Anlage, Sachgesamtheit: ehem. Postfuhrhalterei | weitere Fotos \| Fotos hochladen |
| 12259          | Sophienblatt 50 c (54° 18′ 48″ N, 10° 7′ 44″ O) | Mietwohnungshaus                                             | Mietwohnungshaus; 1888, Zimmermeister E. Schlüter; dreigeschossiges Eckgebäude aus gelbem Backstein unter Satteldach, Gebäudeecke durch überhöhten rechteckigen Turm betont - Begründung: geschichtlich, städtebaulich - Schutzumfang: gesamtes Objekt - Denkmaltyp: Bauliche Anlage | weitere Fotos \| Fotos hochladen |
| 9566 Wikidata  | Winterbeker Weg 1 (54° 18′ 43″ N, 10° 7′ 7″ O) | Max-Planck-Schule                                            | Alteintragung (Aktualisierung vorgesehen) - Begründung: geschichtlich, wissenschaftlich, künstlerisch, städtebaulich - Schutzumfang: gesamtes Objekt - Denkmaltyp: Bauliche Anlage | weitere Fotos \| Fotos hochladen |
| 9525           | Winterbeker Weg 7 (54° 18′ 38″ N, 10° 7′ 0″ O) | ehem. Jahnschule                                             | Alteintragung (Aktualisierung vorgesehen) - Begründung: geschichtlich, wissenschaftlich, künstlerisch - Schutzumfang: gesamtes Objekt - Denkmaltyp: Bauliche Anlage | Fotos hochladen |
| 9732           | Winterbeker Weg 45 (54° 18′ 35″ N, 10° 6′ 56″ O) | Klaus-Groth-Schule                                           | Alteintragung (Aktualisierung vorgesehen) - Begründung: geschichtlich, wissenschaftlich, künstlerisch - Schutzumfang: gesamtes Objekt - Denkmaltyp: Bauliche Anlage | Fotos hochladen |

## Quelle
- Liste der Kulturdenkmale in Schleswig-Holstein – Landeshauptstadt Kiel (PDF)

- Karte mit allen Koordinaten:
- OSM |
- WikiMap